# Ernst Reckeweg
Ernst Heinrich Dietrich Reckeweg (Ovenstädt, 18 aprile 1873 – 5 settembre 1944) è stato un ginnasta e multiplista statunitense.

## Carriera
Reckweg partecipò ai Giochi olimpici di Saint Louis 1904, dove vinse la medaglia d'oro nella gara di concorso a squadre. Alla stessa Olimpiade giunse quarantasettesimo nel concorso generale individuale, diciannovesimo nel triathlon e sessantasettesimo nel concorso a tre eventi.

## Palmarès
In carriera ha conseguito i seguenti risultati:
- Giochi olimpici

St. Louis 1904: medaglia d'oro nel concorso a squadre.